# 魔法之星爱美
《魔法之星爱美》（日语：魔法のスターマジカルエミ）是Studio Pierrot所製作的电视動畫作品，於1985年6月7日至翌年2月28日播放，是Pierrot魔法少女系列第三部作品。主角的配音由歌手小幡洋子担任。

## 概要
此動畫亦有別於前作系列，故事比較多著眼於描寫主角內心世界，於日本播出時迴響亦遠高出同公司前兩作：《我係小忌廉》（日语：魔法の天使クリィミーマミ）、《我愛莎莎》（日語：魔法の妖精ペルシャ）。由歌手小幡洋子主唱的主題曲細碟也罕見打入Oricon銷量榜。本篇完結後，續篇蟬時雨在1986年以OVA形式推出，由安濃高志編劇及執導。故事承接電視動畫，以後者結束後2年為背景，在時間軸的前提下，把女主角年齡更改。片中長大的女主角回憶某年仲夏，為何她有放棄使用魔法的決心而作更深入描寫。踏入千禧年後，該系列的DVD版本發售，第二部OVA隨即推出。名為雲光中的短動畫是附屬於Collection BOX 1 的特別映像，與蟬時雨一樣由本篇導演安濃高志編劇。故事時間定為本篇前數年，背景是女主角弟弟未出生的世界，內容圍繞香月家當時的日常。
香港在1987年3月18日至5月15日無線電視翡翠台(TVB)播出，此片也是TVB 重播次數最多的同系列和電視台動畫。

## 剧情
主角香月舞来自一个魔术师家庭。她的爷爷经营一家魔术剧团。舞希望自己成为魔术师。然而，由于她还很年轻，所以技巧还不成熟。
有一天，在帮助爷爷移动东西的同时，舞看到一道奇怪的光线射入了一面心形镜子，并变成了镜子妖精。它附身于她最喜欢的毛绒玩具松鼠玩偶上，并解释说，它要授予能看见它的人魔法。舞获得了一条手镯，上面刻有4张卡片套装（锹，棍棒，钻石和心形）的符号，可以变成一根魔杖。 通过挥动魔杖，舞成为了少年魔术师爱美。

## 登場人物
香月舞／愛美
配音：小幡洋子→久川綾(OVA2)（日本）；樂蔚（香港）
香港譯作「美美」
結成將
配音：水島裕（日本）；馮志潤（香港）
香港譯作「阿浚」
多寶
配音：龍田直樹（日本）；梁耀昌（香港）
小金井武藏
配音：伊倉一惠（日本）；區瑞華（香港）
香月順一
配音：納谷六朗（日本）；黃兆強（香港）
香月陽子
配音：青木菜奈（日本）；黃麗芳（香港）
香月岬
配音：三田優子（日本）；方煥蘭（香港）
中森晴子
配音：峰敦子（日本）；曾慶珏（香港）
中森洋輔
配音：八奈見乘兒（日本）；周鸞（香港）
松尾明
配音：大瀧進矢（日本）；林保全（香港）
鹽澤進
配音：龜山助清（日本）；馮錦堂（香港）
國分寺圓
配音：千葉繁（日本）；張炳強（香港）
香港譯作「廣賓治」

## 製作人員
- 企劃：Studio Pierrot
- 製作：布川郁司、Studio Pierrot
- 製作人[註 1]：堀越徹（NTV）、大野實（讀賣廣告社）
- 製作助理：深草禮子（Studio Pierrot）
- 系列構成：小西川博、渡邊麻實
- 音樂：奧慶一
- 美術監督：三浦智
- 音響監督：藤山房延
- 攝影監督：杉村重郎（～第14話）→ 森口洋輔（第15話～）
- 角色設計：岸義之、本山浩司
- 監督：安濃高志
- 開場動畫：
- 片尾動畫：古瀬登
- 系列導演：古川順康
- 美術設計：佐藤正浩
- 魔術指導：杉本健
- 企畫協力：根本道博

## 音樂
片頭曲

作詞：龍真知子，作・編曲：山川惠律子，主唱：小幡洋子
片尾曲

作詞：龍真知子，作・編曲：山川惠律子，主唱：小幡洋子
插曲
「南國人魚姬」
作詞：森雪之丞，作・編曲：伊藤銀次，主唱：小幡洋子
印象曲
(Music clip Box)
作詞：柚木美祐，作曲：菊池圭長，編曲：中山紀昌，主唱：太田貴子
香港版主題曲
「魔法之星」
作詞：鄭國江，作曲：趙文海，主唱：羅明珠
國語主題曲
「小小魔术师」

## 資料來源
1. ↑  .   [2021-11-04]. （原始内容存档于2022-03-17）.

1. ↑  動畫方的製作人未顯示在工作人員名單上

## 外部連結
- 魔法少女系列官方網站 （页面存档备份，存于）（日語）
- EMOTION the Best　魔法のスター マジカルエミ　DVD-BOX ① （页面存档备份，存于）（日語）